# 克洛奇基 (納羅季奇區)
51°17′35″N 29°2′30″E / 51.29306°N 29.04167°E
克洛奇基（烏克蘭語：Клочки），是烏克蘭北部的村莊，隸屬日托米爾州的科羅斯滕區。該村面積1.07平方公里，海拔高度133米，2001年人口297，人口密度每平方公里278.09人。